# Atlantoserolis agassizi
Atlantoserolis agassizi is een pissebed uit de familie Serolidae. De wetenschappelijke naam van de soort is voor het eerst geldig gepubliceerd in 1986 door George.